# 克羅伊茨埃克山脈

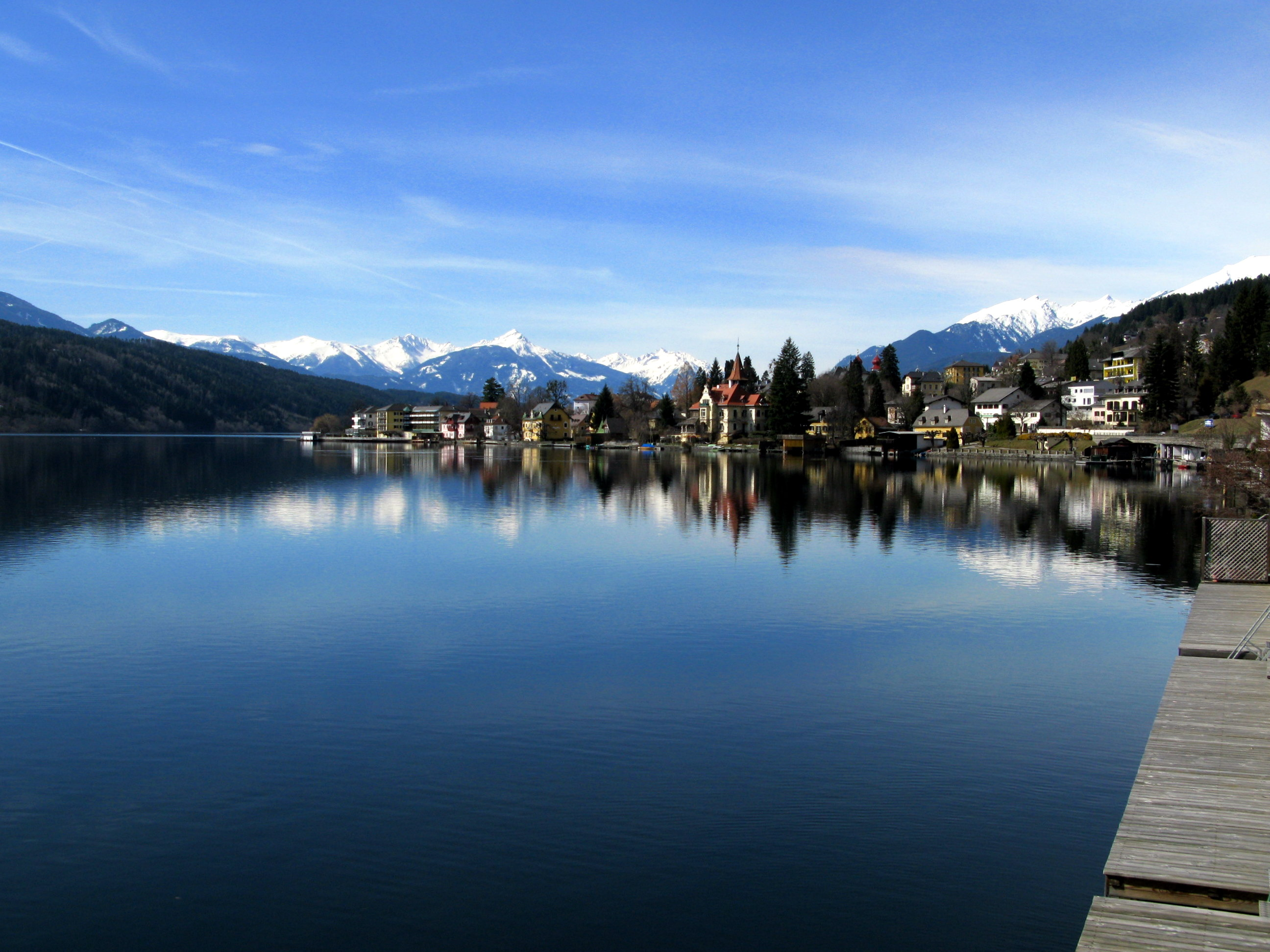

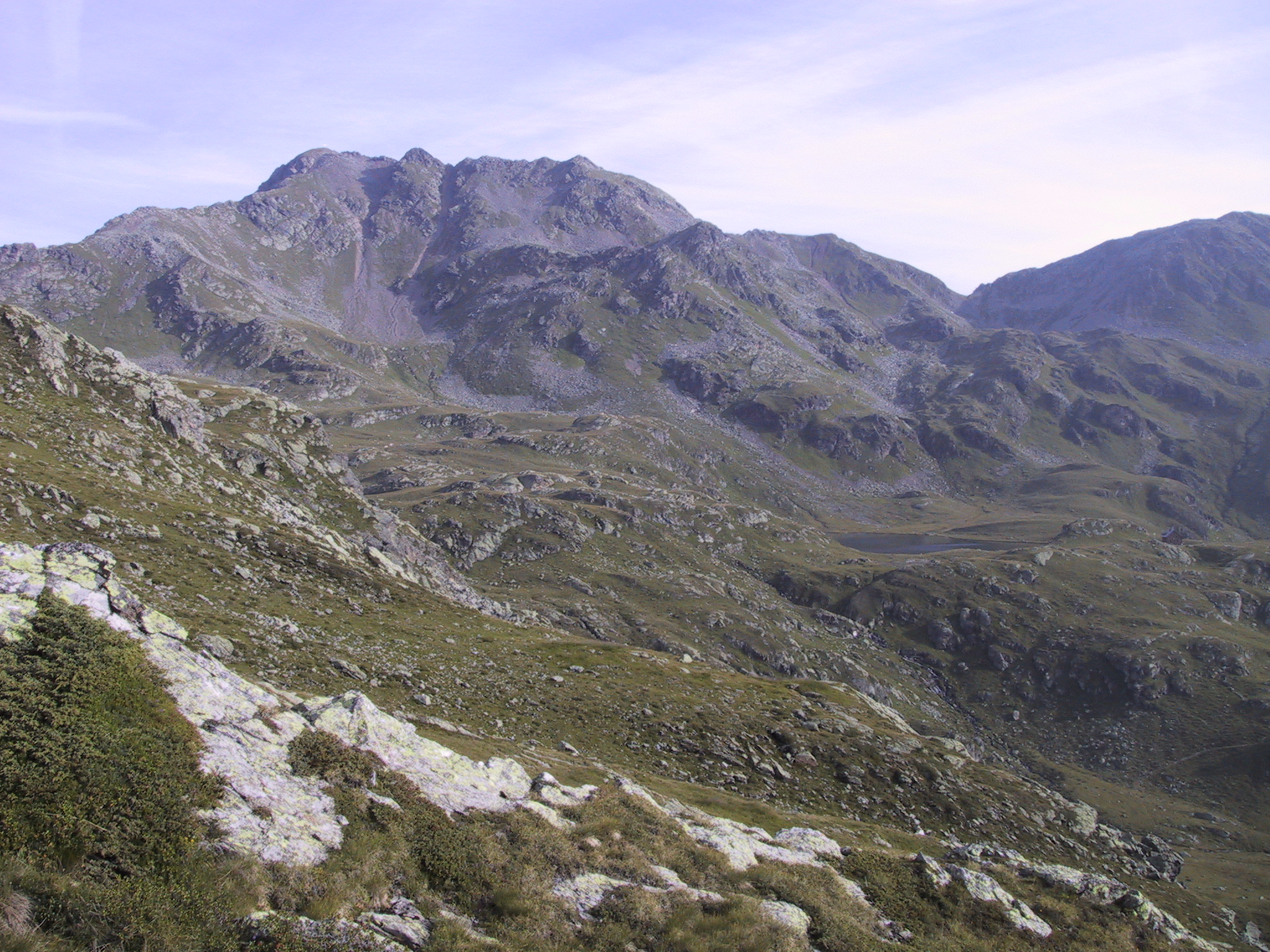

克羅伊茨埃克山脈是奧地利的山脈，屬於中阿爾卑斯山脈的一部分，由克恩頓州負責管轄，南面是蓋爾塔爾阿爾卑斯山脈，面積450平方公里，最高點海拔高度2,784米，